# Bombylius persicus
Bombylius persicus är en tvåvingeart som beskrevs av Paramonov 1926. Bombylius persicus ingår i släktet Bombylius och familjen svävflugor.
Artens utbredningsområde är Iran. Inga underarter finns listade i Catalogue of Life.